# Воскресенська ротонда (Галич)
Воскресенська ротонда, ротонда в урочищі Воскресенське — одна з будівель княжого Галича, найімовірніше культового призначення, мала характер дерев'яної, дещо витягненої у плані восьмигранної ротонди, архітектура якої свідчить про характерну для галицької архітектурної школи різноманітність планувально-просторових вирішень.

## Розташування
Урочище «Воскресенське» знаходиться напроти стрілки мису Крилоського городища по другий, правий бік Мозолевого потоку. Воно має вигляд невеликого пагорбка заввишки 8-12 м з ніби «зрізаним» вершком і стрімкими схилами. Привабливі зовнішні риси горбка та його загадкова назва стали об'єктом зацікавлення ще перших дослідників літописного Галича.

## Дослідження
Л.Лаврецький розкопав тут у 1884 році фундаменти невідомої восьмикутної, на його думку, будівлі. І.Шараневич заочно зробив висновок, що фундаменти подібні за формою і матеріалом до «Полігону» в урочищі «Карпів гай» і вважав знахідку залишками церкви-ротонди Воскресення, яка, на основі даних вченого, існувала ще у XVIII ст. Київський професор Володимир Антонович, який оглянув розкоп у 1885 році, вважав, що фундаменти на «Воскресенськім», як і «Полігону» треба відносити до оборонних кам'яних веж. Повторні дослідження нерозгаданої ротонди розпочав Я.Пастернак у 1941 році. Війна не дала можливості до кінця вивчити об'єкт. Однак. Я.Пастернак встиг зафіксувати план пам'ятки і зробити висновок на користь кам'яної церковці чи каплиці. Брак багатьох даних змусив звернутись до пам'ятки втретє у 1989 році. Розкопки розпочали археологи з Ленінграда, а продовжила експедиція Інституту суспільних наук зі Львова.

## Архітектура
Фундаменти окреслюють в цілому круглясту форму будівлі. Зовнішні контури фундаменту досить розпливчасті й утворюють коло діаметром близько 10 м. Фундамент сильно пошкоджений тривалою оранкою після розкопів 1884 та 1941 рр. В одному місці він зовсім втрачений, а місцями розораний до ширини 2 м. Конструкція фундаменту складається з плит мергелю або опоки та річкового каміння на землі та глині. Жодних слідів кам'яного будівництва не було зафіксовано. Археологи прийшли до висновку, що споруда мала вигляд зрубної дво- або триярусної дерев'яної церкви-каплиці, план якої швидше всього був восьмигранним. Архітектура ротонди свідчить про своєрідну, дотепер не відому традицію середньовічного галицького будівництва. На думку Ю. Лукомського, матеріал, з якого споруджений фундамент, вказує на відносно пізній час побудови тому споруду слід датувати XIII століттям. Львівський дослідник Я. Тарас пропонував пов'язати архітектуру Воскресенської ротонди із взаємовпливами Галицького князівства із балканськими країнами, передовсім Хорватією та Сербією.